# Сложные проценты
Капитализация процентов — причисление процентов к сумме вклада, позволяет в дальнейшем осуществлять начисление процентов на проценты путем выполнения двойной операции — выплата процентов и пополнение. Начисление процентов на проценты, используемое в некоторых видах банковских вкладов, или, при наличии долга, проценты, которые включаются в сумму основного долга, и на них также начисляются проценты. То же, что и сложный процент. Вид геометрической прогрессии.
Проценты по вкладу с капитализацией могут начисляться ежедневно, ежемесячно, ежеквартально и ежегодно. Если их не выплачивают, то прибавляют к сумме вклада. И в следующем периоде проценты будут начислены уже на большую сумму.

## Расчет
Общая сумма, которую получит вкладчик, при расчёте по сложному проценту будет равна {\displaystyle x\cdot (1+{\frac {a}{100}})^{n}}, где {\displaystyle x} — начальная сумма вложенных средств, {\displaystyle a>-1} — годовая процентная ставка, {\displaystyle n} — срок вклада в годах. При вкладе по ставке s % годовых, после первого года хранения капитал составил бы x плюс s% от неё, то есть возрос бы в {\displaystyle (1+{\frac {s}{100}})} раза. На второй год s% рассчитывались бы уже не от одной копейки, а от величины, большей её в {\displaystyle (1+{\frac {s}{100}})} раза. И, в свою очередь, данная величина увеличилась бы тоже за год в {\displaystyle (1+{\frac {s}{100}})} раза. Значит, по сравнению с первичной суммой вклад за два года возрос бы в {\displaystyle (1+{\frac {s}{100}})^{2}} раз. За три года — в {\displaystyle (1+{\frac {s}{100}})^{3}} раз.
К году N первичный вклад вырос бы до величины в {\displaystyle (1+{\frac {s}{100}})^{N}} раз больше первоначальной.
В применении к ежемесячной капитализации формула сложного процента имеет вид:
{\displaystyle x\cdot (1+{\frac {s}{12\cdot 100}})^{m}}
где x — начальная сумма вклада, s — годовая ставка в процентах, m — срок вклада в месяцах.

## Пример
Хорошей иллюстрацией является «лепта вдовицы» из евангельского рассказа о бедной вдове, на которую обратил внимание учеников Иисус Христос: она оставила в качестве пожертвования на иерусалимский храм последнее, что у неё было, — две самых мелких монеты, лепты. Если представить себе, что некий банк существует с того времени по сей день, всё это время обеспечивая капитализацию процентов по вкладам в сумме, скажем, пять процентов годовых, и лепта этой вдовы была внесена на счёт в этом банке, то какая сумма накопилась бы на этом счёте к сегодняшнему дню?
Последующие расчёты как раз и иллюстрируют применение сложных процентов. Для наглядности будем говорить не о лепте, а о копейке. Если ставка составляет 5 % годовых, то после первого года хранения капитал составил бы копейку плюс 5 % от неё, то есть возрос бы в (1 + 0,05) раза. На второй год 5 % рассчитывались бы уже не от одной копейки, а от величины, большей её в (1 + 0,05) раза. И, в свою очередь, данная величина увеличилась бы тоже за год в (1 + 0,05) раза. Значит, по сравнению с первичной суммой вклад за два года возрос бы в {\displaystyle (1+0,05)^{2}} раз. За три года — в {\displaystyle (1+0,05)^{3}} раз.
К 2022 году первичный вклад вырос бы до величины в {\displaystyle (1+0,05)^{2022}} раз больше первоначальной. Величина {\displaystyle (1+0,05)^{2022}} составляет {\displaystyle 6,99\cdot 10^{42}}. При первоначальном вкладе в одну копейку к 2022 году сумма составит {\displaystyle 6,99\cdot 10^{42}} копеек, то есть около 7 тредециллионов копеек или 70 дуодециллионов рублей.
Первоначальная идея подобного примера принадлежит польскому математику Станиславу Ковалю и опубликована им в начале семидесятых годов в книге «500 математических загадок».

### Точная формула для оплаты ежемесячно
Точная формула для ежемесячного платежа
{\displaystyle C={\frac {Pr}{1-{\frac {1}{(1+r)^{n}}}}}}
C = ежемесячный платёж, P = начальная сумма, r = ежемесячная процентная ставка, n = количество периодов выплат.

### Периодическое начисление
Функция суммы сложных процентов является экспоненциальной функцией с точки зрения времени.
{\displaystyle P(t)=P_{0}(1+{r \over n})^{nt}}
t = общее время в годах
n = число периодов наращения в год
г = номинальная годовая процентная ставка, выражается в виде десятичной дроби. 6 т.д .:% = 0,06

### Непрерывное начисление
Пределом {\displaystyle (1+{r \over n})^{nt}} при {\displaystyle n\rightarrow \infty } является {\displaystyle e^{rt}} (см. E (число)), таким образом, для непрерывного начисления формула принимает вид:
{\displaystyle P(t)=P_{0}e^{rt}}

## Мнения
Известный американский инвестор Уоррен Баффет считает сложные проценты неотъемлемой частью любой стратегии долгосрочного инвестирования.